# Burg Gründelbach
Die Burg Gründelbach ist eine abgegangene Turmhügelburg (Motte) in der Flussniederung der Metter auf der Wiese südlich der Schützingerstraße (L1131) bei Gündelbach, einem heutigen Stadtteil von Vaihingen an der Enz im Landkreis Ludwigsburg in Baden-Württemberg.
Von der ehemaligen Mottenanlage ist noch der weithin sichtbare 4 m hohe Burghügel, auch Teufelsberg genannt, mit einem Durchmesser von 50 Metern erhalten.
Ob es sich im Ursprung um einen frühkeltischen Grabhügel (keltisches Fürstengrab) handelt, ist noch nicht bewiesen.